# EfW-Verkehrsgesellschaft

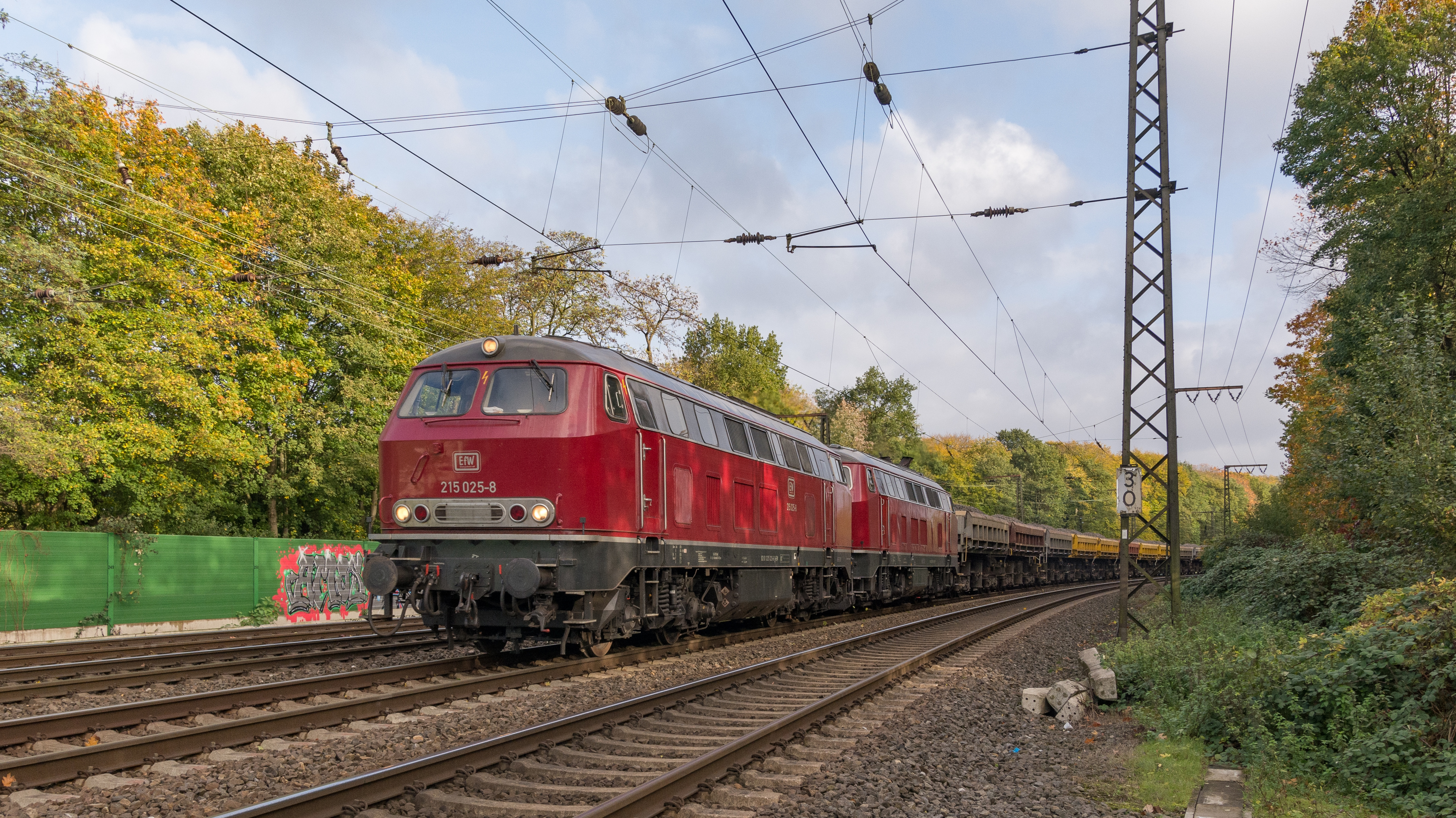
Lokomotiven der EfW-Verkehrsgesellschaft

Die EfW-Verkehrsgesellschaft mbH ist ein deutsches Eisenbahnverkehrsunternehmen mit Sitz in Frechen, das sich vor allem im Schienengüterverkehr betätigt.

## Geschichte
Die EfW-Verkehrsgesellschaft mbH wurde am 22. Dezember 2000 als Eisenbahnverkehrsunternehmen von Patric Jost gegründet. Der Name verweist auf die Verbundenheit des Gründers zu den „Eisenbahnfreunden Westerwald“, die vor allem Fotosonderfahrten organisierten und zu deren Unterstützung das neue Unternehmen diente. Nach Aufgabe der EfW-Eisenbahntours GmbH  konzentrierte sich die EfW-Verkehrsgesellschaft ganz auf die Erbringung von Arbeitszugleistungen.
Auffälliges Merkmal der EfW ist die konsequente äußere Gestaltung der Fahrzeuge im Lackierungs- und Beschriftungsschema der Deutschen Bundesbahn um 1970. Alle von der DB übernommenen Fahrzeuge behalten ihre Nummern nach dem 1968 eingeführten Bezeichnungssystem. Der Fahrzeugpark bestand zunächst aus mehreren Maschinen der ehemaligen Bundesbahn-Reihen V 60 und V 100, hinzu kamen zwei Maschinen der Bundesbahn-Reihe V 200.1 und eine ehemalige Reichsbahn-Lok der Reihe 232. Inzwischen wurden die V 60. V200.1 und 232 ganz abgegeben, hinzu kamen neue Loks der Reihen 215 und 218. Im Jahr 2020 verfügt das Unternehmen über 16 dieselhydraulische Lokomotiven.